# Unified Namespace
| QS-Informatik | Dieser Artikel wurde wegen inhaltlicher Mängel auf der Qualitätssicherungsseite der Redaktion Informatik eingetragen. Dies geschieht, um die Qualität der Artikel aus dem Themengebiet Informatik auf ein akzeptables Niveau zu bringen. Hilf mit, die inhaltlichen Mängel dieses Artikels zu beseitigen, und beteilige dich an der Diskussion! (+) |

Der Unified Namespace (UNS) ist ein Konzept des Industriellen Internet der Dinge (IIoT), das darauf abzielt, die digitale Transformation in der Fertigungsindustrie sowie in anderen datenzentrischen Sektoren zu erleichtern. Es dient als zentrales Datenrepository und fungiert als „Single Source of Truth“ innerhalb einer Organisation. Der Unified Namespace erleichtert die Kommunikation zwischen verschiedenen Systemen und ermöglicht dadurch bessere Datenanalyse und einfachere Skalierung für produzierende Unternehmen.

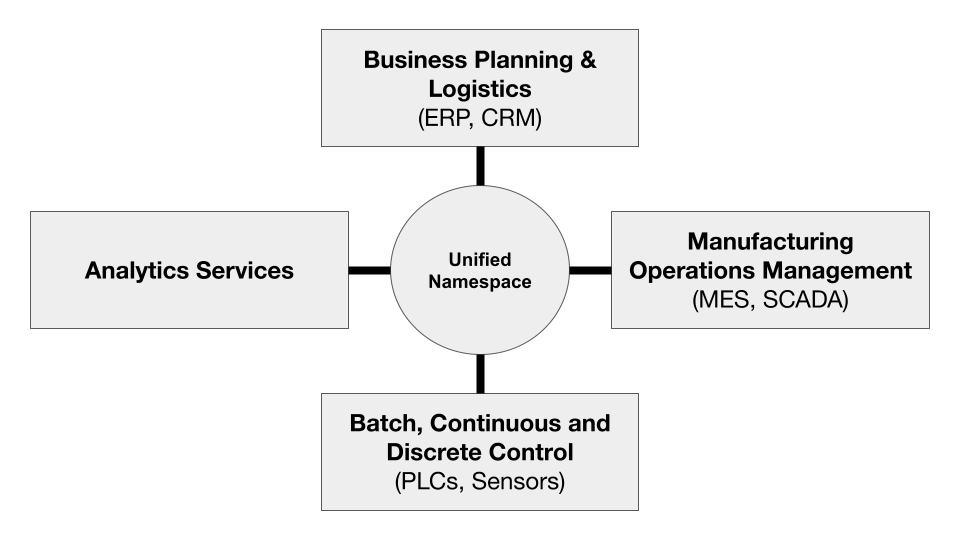
Beispiel-Struktur eines Unified Namespaces

## Konzept
Der Unified Namespace organisiert Informationen und Daten innerhalb eines Unternehmens in einer konsistenten Struktur. Er agiert als zentrale Schnittstelle (auch Broker genannt) für den Informationsaustausch und behandelt jedes Objekt als Knoten im Netzwerk. Diese Knoten publizieren Daten in den Unified Namespace, die dann von verschiedenen Systemen innerhalb der Organisation genutzt werden können. Häufig wird ein MQTT-Broker als Middleware-Infrastruktur für die Implementierung des Unified Namespace verwendet.

### Single Source of Truth
Der Unified Namespace zentralisiert Daten aus verschiedenen Objekten und Systemen und fungiert somit als „Single Source of Truth“. Diese Zentralisierung ist entscheidend für die Datenintegration und eliminiert die Notwendigkeit für komplexe Punkt-zu-Punkt-Verbindungen.

### Struktur
Die im Unified Namespace gespeicherten Daten sind in einer semantischen Hierarchie organisiert, die oft an bestehende Standards wie ISA-95 Teil 2 oder andere Hierarchiestandards angelehnt ist.

### Event-Driven Architektur
Der Unified Namespace nutzt eine ereignisgesteuerte Architektur, die eine nahtlose, bidirektionale Kommunikation zwischen den Knoten ermöglicht. Durch die Verwendung des Publish-Subscribe-Modells (Pub-Sub) wird der Sender vom Empfänger entkoppelt, was eine flexiblere und skalierbare Kommunikation ermöglicht.

## Hintergrund und Verbreitung
Die Konzepte und Terminologie des Unified Namespace wurden insbesondere durch Walker Reynolds von 4.0 Solutions popularisiert, der durch seine YouTube-Videos eine breite Akzeptanz für das Konzept schuf. Weitere Personen wie Kudzai Manditereza (HiveMQ), Marian Demme (FlowFuse) und Jeremy Theocharis (United Manufacturing Hub) haben ebenfalls zur Popularisierung beigetragen. Das Marktforschungsinstitut Gartner empfiehlt ebenfalls die Implementierung des Unified Namespace.

## Konflikte
Traditionelle Industriesysteme basieren oft auf einer pyramidenförmigen Netzwerk- und Systemarchitektur, bekannt als ISA 95-Funktionsmodell. In diesem Modell werden Daten in einer schichtweisen Struktur mit Punkt-zu-Punkt-Verbindungen übertragen. Dieser Ansatz hat mehrere Einschränkungen, darunter Skalierbarkeitsprobleme und Datenverluste. Der Unified Namespace adressiert diese Herausforderungen durch die Bereitstellung einer modernen, verteilten Architektur, in der Daten auf eine vereinheitlichte Weise zugänglich sind.